# Demirgöze, Pazaryolu
Demirgöze là một xã thuộc huyện Pazaryolu, tỉnh Erzurum, Thổ Nhĩ Kỳ. Dân số thời điểm năm 2011 là 13 người.